# 焦寬
焦寛（1406年—1454年），字仲容，河南南陽府裕州葉縣人，民籍。明朝政治人物。進士出身。

## 生平
河南鄉試第十名。正統四年（1439年）己未科會試第七十五名，殿試登進士第三甲第二十名。刑部觀政，授浙江崇德知縣，五年十二月擢雲南道監察御史，巡按湖广，景泰三年十二月以征湖广苖贼功，升一级，又升俸一级，改巡按山東，五年（1454年）九月升陕西布政司右参政。奉命将赴任，十月二日至济宁因病去世，年四十九。

## 家族
曾祖焦成。祖父焦敬。父亲焦英，曾任江西萍鄉縣主簿 贈廣東道監察御史。兄焦宁、焦宏（永樂辛丑進士）、焦宜。焦宏长子焦钝，正统戊辰（1448年）进士；焦宏次子焦钦，景泰癸酉（1453年）举人。
焦宽两个儿子焦铭、焦鑑。